# Champenard
Champenard is een gemeente in het Franse departement Eure (regio Normandië) en telt 166 inwoners (2004). De plaats maakt deel uit van het arrondissement Les Andelys.

## Geografie
De oppervlakte van Champenard bedraagt 2,3 km², de bevolkingsdichtheid is 72,2 inwoners per km².
De onderstaande kaart toont de ligging van Champenard met de belangrijkste infrastructuur en aangrenzende gemeenten.

## Demografie
Onderstaande figuur toont het verloop van het inwonertal (bron: INSEE-tellingen).